# Federazione Nazionale Stampa Italiana
La  Federazione Nazionale Stampa Italiana (FNSI, Federación Nacional de Prensa Italiana) es el sindicato de los periodistas italianos. Fue fundada en 1908 y refundada en 1943, tras la caída del fascismo, para restablecer la autonomía declarada en el estatuto redactado originalmente y negada durante la época de la Italia fascista. La FNSI es la expresión de 20 asociaciones y sindicatos regionales de prensa, sumados a tres asociaciones de periodistas italianos en el exterior (Francia, Alemania e Inglaterra).

## Funciones
- Tutelar la libertad de prensa.
- Garantizar la pluralidad de los órganos de información.
- Tutelar los derechos de los periodistas y valorizar la profesión.